# NGC 5172
NGC 5172 ist eine 11,8 mag helle Balken-Spiralgalaxie vom Hubble-Typ SBbc im Sternbild Haar der Berenike am Nordsternhimmel. Sie ist schätzungsweise 180 Millionen Lichtjahre von der Milchstraße entfernt und hat einen Durchmesser von etwa 95.000 Lichtjahren. 

Im selben Himmelsareal befinden sich u. a. die Galaxien NGC 5151, NGC 5158, NGC 5180, IC 894.
Die Supernovae SN 1998cc (Typ-Ib) und SN 2001R (Typ-IIP) wurden hier beobachtet.
Das Objekt wurde am 7. Mai 1826 von John Herschel entdeckt.